# DIVA Single Version
「DIVA Single Version」（ディーヴァ シングル・バージョン）は、日本の歌手中森明菜の楽曲。この楽曲は中森の47枚目のシングルとして、2009年9月23日にユニバーサルシグマよりリリースされた (12cmCD: UMCK-5257)。

## 背景
「DIVA Single Version」は、2009年8月26日リリースのスタジオ・アルバム『DIVA』からの表題曲「DIVA」のシングル・バージョンで、2009年9月23日にCDシングル (12cmCD: UMCK-5257)で発売された。前作「花よ踊れ」からおよそ3年ぶりにリリースされたシングルで、本作の3曲はいずれもアルバム収録曲からのシングルカット作品である。「DIVA Single Version」は、松藤量平（Ryohei Matsufuji名義）が作詞し、フィリープ・マーク・アンケティル、クリストファー・リー・ジョー、エマ・ローハンが作曲した。
シングル盤「DIVA Single Version」の2曲目として発表された「Heartache」は、同スタジオ・アルバムの初回限定盤収録曲「Heartacte -michitomo remix-」のオリジナル・バージョンで、エガワヒロシと中森（Miran:Miran名義）の共作詞に、マシュー・ティシュラー、ディアーナ・デッラチオッパ、ロドニー・アレハンドロ、ジェニー・カーが作曲した楽曲である。エガワは「Heartache」の歌詞について「僕にしては珍しく退廃的な歌詞を書いています。」と述べた。
続いてシングル「DIVA Single Version」の3曲目には、2003年リリースのスタジオ・アルバム『I hope so』から表題曲「I hope so」がマスタリング収録された。2009年8月に開催したライブAKINA NAKAMORI Special Live 2009 “Empress at Yokohama”では最後に披露した楽曲で、シングル発売の期待も寄せられていた楽曲でもある。同曲は中森の作詞と、井上慎二郎と武部聡志の作曲で、武部が編曲した。

## 批評
『CDジャーナル』の鷺沼晶良は「DIVA Single Version」について「カヴァー企画シリーズの印象をなぎ倒す、迫力に満ちた快作」と批評。また、2曲目の「Heartache」についても触れ、「2曲とも今、アメリカで旬なブギー調のR&Bで、そのサウンドと歌謡曲の相性のよさを証明してみせた」と解説している。さらに、「"21世紀の中森明菜"の方向性を明示する充実作」と批評した。

## チャート成績
この楽曲は、オリコン週間シングルチャートの2009年10月5日付で初登場し、最高順位50位を記録した。同チャートには、計2週に渡ってランクインしている。

## 収録曲
| #         | タイトル                        | 作詞                      | 作曲                                                              | 編曲      | 時間  |
| --------- | ------------------------------- | ------------------------- | ----------------------------------------------------------------- | --------- | ----- |
| 1.        | 「DIVA Single Version」         | Ryohei Matsufuji          | Philippe-Marc Anquetil, Chris Lee-Joe, Emma Rohan                 |           | 4:24  |
| 2.        | 「Heartache」(Original Version) | エガワヒロシ, Miran:Miran | Mauthew Tishler, Deanna Dellacioppa, Rodney Alejandro, Jenny Karr |           | 3:33  |
| 3.        | 「I hope so」                   | 中森明菜                  | 井上慎二郎、武部聡志                                              | 武部聡志  | 4:44  |
| 合計時間: | 合計時間:                       | 合計時間:                 | 合計時間:                                                         | 合計時間: | 12:41 |

## クレジット
「DIVA Single Version」のライナー・ノーツより
| - アート・ディレクション: Kitetsu Takamiya (67531graphics) - デザイン: Chikako Nakayama (67531graphics) - クリエィティヴ・マネージャー: Yoko Tanaka (67531graphics) - アートワーク・コーディネーション: 宮本仁美 (UNIVERSAL MUSIC LLC) - 「DIVA Single Version」 - コーラス: 高屋亜希那 | - 「I hope so」 - Mastered by Tom Coyne at STERLING SOUND,NYC - エレクトリックギター: 小倉博和 - アコースティック・ギター: 狩野良昭 - ベース: 美久月千晴 - ドラムス: 松永俊弥 - キーボード: 武部聡志 - シンセサイザー・プログラミング: 山中雅文 |

## 収録アルバム
I hope so
- 『I hope so』[14][4]